# Бремерхафен
Бремерха́фен (нем. Bremerhaven [bʁeːmɐˈhaːfən], н.-нем. Bremerhoben — «бременская гавань») — город на северо-западе Германии. Вместе с находящимся в 60 километрах от него Бременом образует землю Вольный ганзейский город Бремен. Население Бремерхафена по состоянию на 31 декабря 2014 года составило 110 121 чел.

## География
Город расположен на правом (восточном) берегу реки Везер, в болотистой местности, окружающей её эстуарий.

## История
Поселения на территории нынешнего Бремерхафена возникли много веков назад, но сам город был основан в 1827 году. Из-за заноса Везера песком Бремен купил участок земли в устье Везера у королевства Ганновер, который был передан 1 мая 1827 года и назван Бремерхафен.
К 1830 году была построена Старая Гавань (der Alte Hafen). В 1847—1852 годах возникла Новая Гавань (der Neue Hafen). В 1854 году Бремерхафен превратился в самый большой эмигрантский порт в Европе. В 1873—1876 годах — порт Кайзерхафен I (Kaiserhafen I), в 1897 году был построен шлюз Кайзершлёйзе (Kaiserschleuse) и в 1907—1909 порты Кайзерхафен II и III.
В 1857 году было основано пароходство Norddeutsche Lloyd, ставшее не только самым большим пароходством в Бремене, но и в мире. Вплоть до окончания Первой мировой войны Бремерхафен активно использовался военно-морским флотом Германии в качестве временной базы.
В 1939 году в Бремерхафене был спущен на воду построенный на верфи «Шихау» грузопассажирский теплоход «Марс», в конце 1940-х годов ставший знаменитым советским НИС «Витязь».
25 июня 2009 года в Бремерхафене был открыт «Климахаус Бремерхафен»- Музей климатических зон, который проводит большую научно- просветительскую работу.

## Региональные движения
Большая часть доходов от бремерхафенского порта идет в бюджет земли Бремен, то есть, фактически, уходит из Бремерхафена в Бремен. Поэтому в городе существуют различные общественные движения, выступающие за изменение текущего статуса города — за выход из земли Бремен. Большинство этих движений выступают за создание отдельной земли Бремерхафен. Некоторые движения борются за вхождение Бремерхафена в состав земли Нижняя Саксония. Следует подчеркнуть, что нынешняя ситуация, когда «Бремерхафен кормит Бремен», не устраивает подавляющее большинство жителей города. Поэтому региональные сепаратистские движения крепнут год от года.

## Спорт
В городе развивается спортивная жизнь. В 2011 году была построена Ледовая арена, на которой выступает городская хоккейная команда Фиштаун Пингвинз.

## Города-побратимы
- Калининград, Россия (апрель 1992 года)
- Шербур-Октвиль, Франция (июнь 1960 года)
- Гримсби, Великобритания (февраль 1963 года)
- Пори, Финляндия (май 1969 года)
- Фредериксхавн, Дания (июнь 1979 года)
- Щецин, Польша (октябрь 1990 года)
- Балтимор, США (2007 год)

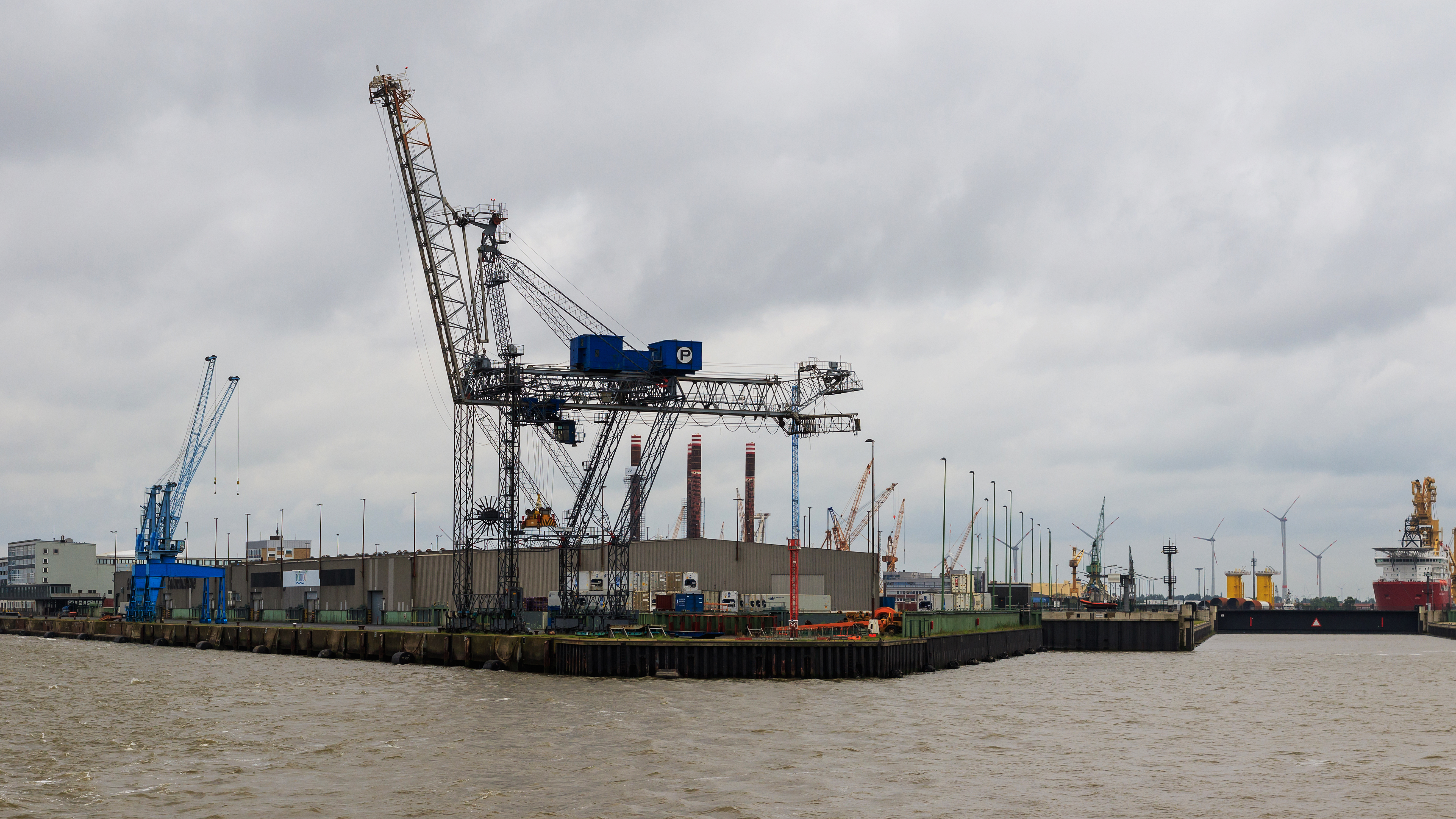
Порт
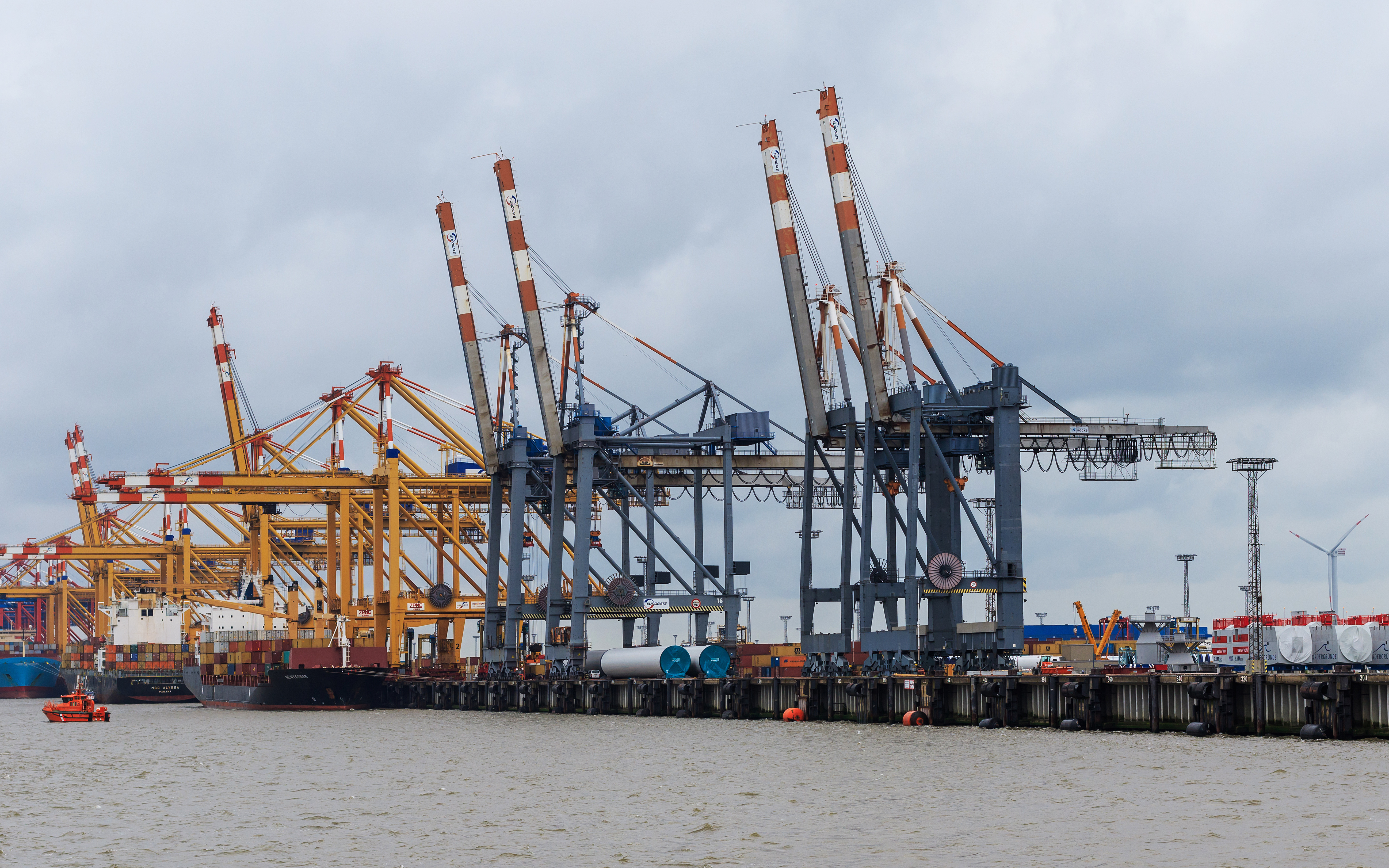
Контейнерный терминал в порту
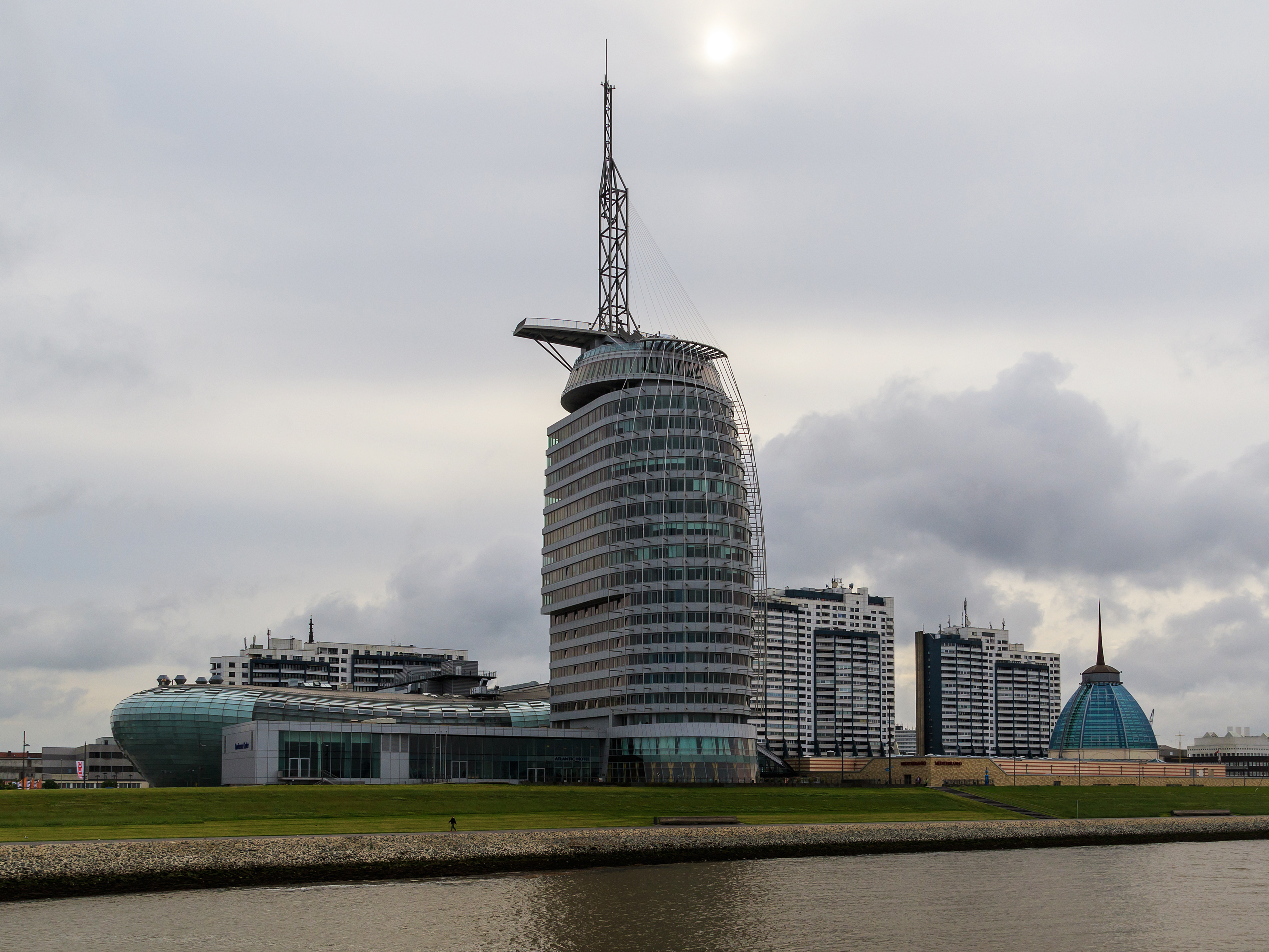
Гостиница «Atlantic Hotel Sail City»
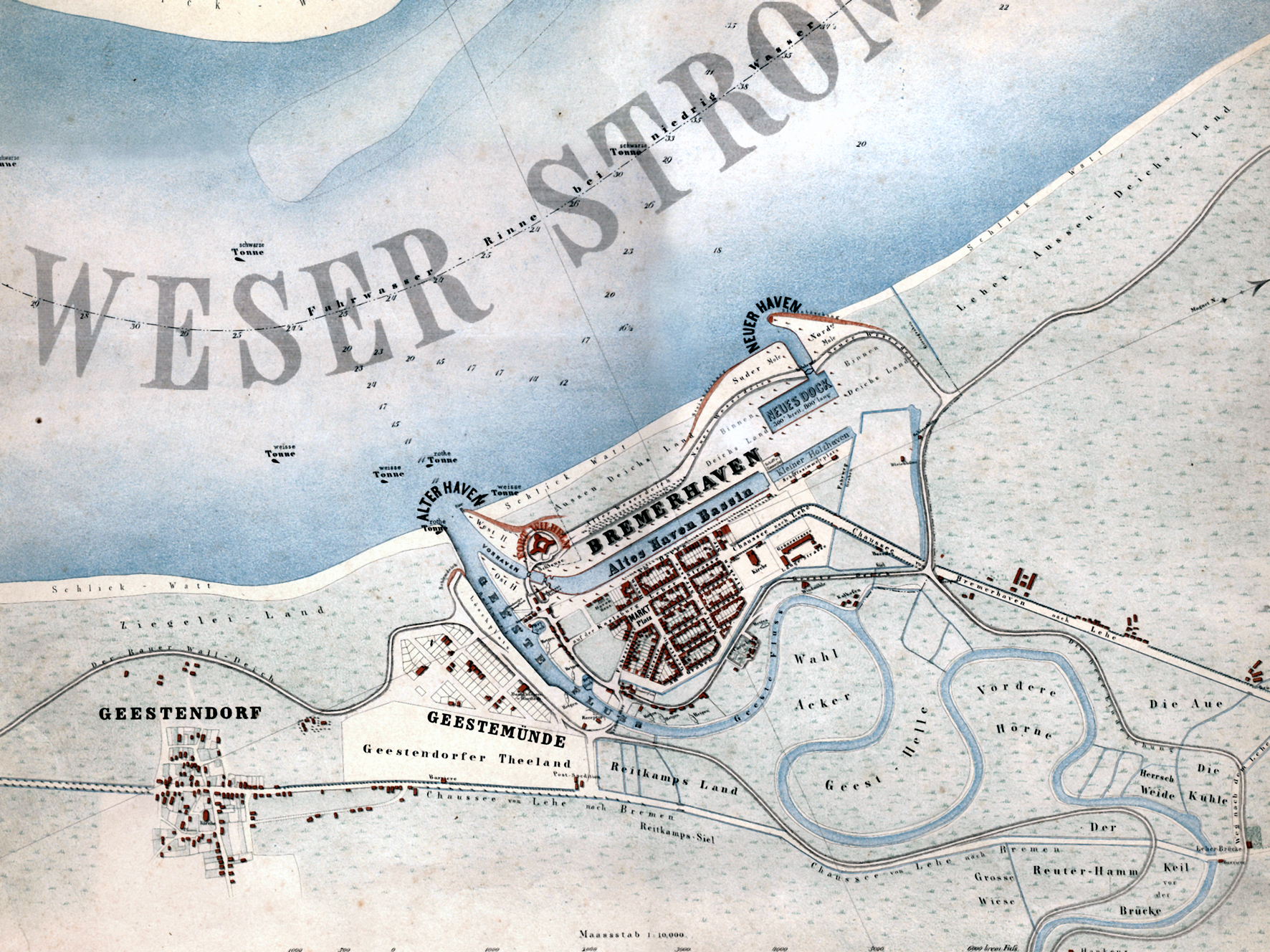
Бремерхафен в 1849 году
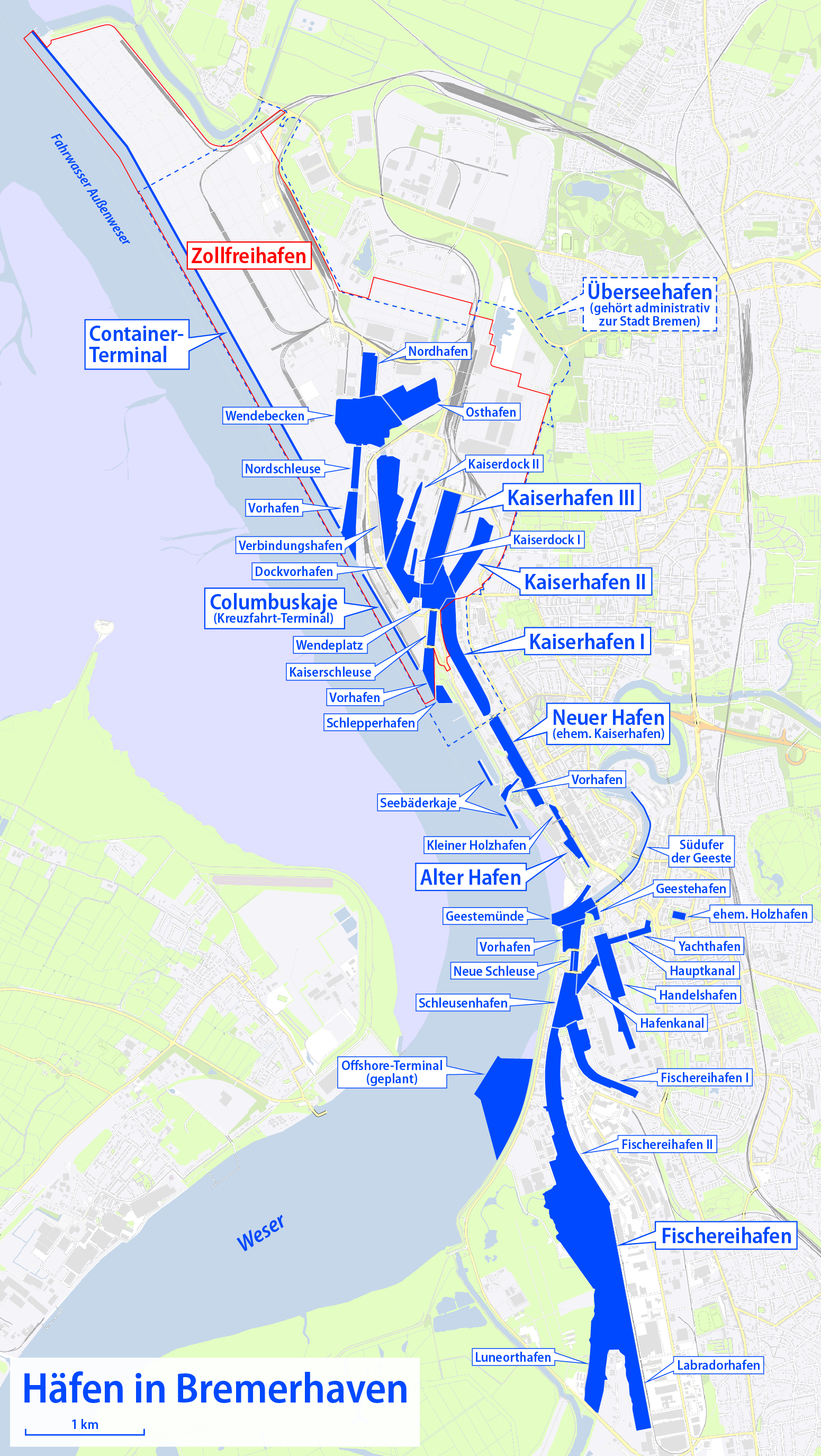